# 曲阳路街道
曲阳路街道是中国上海市虹口区下辖的一个街道办事处，得名自曲阳新村，但范围大于曲阳新村。

## 地理
- 东：密云路、政修路、原走马塘（已填没河段，区界穿过复旦大学南区西块）
- 西：西体育会路、中山北一路、沙泾港
- 南：大连西路
- 北：汶水东路、邯郸路

## 行政区划
曲阳路街道下辖24个居委会：玉一居委会、玉二居委会、玉三居委会、玉四居委会、曲一居委会、曲二居委会、东体居委会、东四居委会、东五居委会、密一居委会、密二居委会、密三居委会、赤一居委会、赤二居委会、赤三居委会、运一居委会、运二居委会、运三居委会、林云居委会、巴林居委会、上农一居委会、上农二居委会、鸿雁居委会、银联居委会。